# Niger i olympiska sommarspelen 2020
Niger deltog med en trupp på sju idrottare vid de olympiska sommarspelen 2020 i Tokyo som hölls mellan den 23 juli och 8 augusti 2021 efter att ha blivit framflyttad ett år på grund av coronaviruspandemin. Det var 13:e sommar-OS som Niger deltog vid. Ingen av landets deltagare erövrade någon medalj.

## Friidrott
Förkortningar
- Notera– Placeringar avser endast det specifika heatet.
- Q = Tog sig vidare till nästa omgång
- q = Tog sig vidare till nästa omgång som den snabbaste förloraren eller, i teknikgrenarna, genom placering utan att nå kvalgränsen
- i.u. = Omgången fanns inte i grenen
- Bye = Idrottaren behövde inte tävla i omgången

Gång- och löpgrenar
| Idrottare          | Gren            | Inledande omgång | Inledande omgång | Heat             | Heat             | Semifinal        | Semifinal        | Final            | Final            |
| Idrottare          | Gren            | Resultat         | Placering        | Resultat         | Placering        | Resultat         | Placering        | Resultat         | Placering        |
| ------------------ | --------------- | ---------------- | ---------------- | ---------------- | ---------------- | ---------------- | ---------------- | ---------------- | ---------------- |
| Badamassi Saguirou | Herrarnas 100 m | 10,87 0PB0       | 7                | Gick inte vidare | Gick inte vidare | Gick inte vidare | Gick inte vidare | Gick inte vidare | Gick inte vidare |
| Aminatou Seyni     | Damernas 200 m  | i.u.             | i.u.             | 22,72 0SB0       | 3 Q              | 22,54 0NR0       | 5                | Gick inte vidare | Gick inte vidare |

## Judo
| Idrottare        | Gren                             | Sextondelsfinal         | Åttondelsfinal       | Kvartsfinal          | Semifinal            | Återkval             | Final / BM           | Final / BM       |
| Idrottare        | Gren                             | Motståndare Resultat    | Motståndare Resultat | Motståndare Resultat | Motståndare Resultat | Motståndare Resultat | Motståndare Resultat | Placering        |
| ---------------- | -------------------------------- | ----------------------- | -------------------- | -------------------- | -------------------- | -------------------- | -------------------- | ---------------- |
| Ismael Alhassane | Herrarnas halv lättvikt (−66 kg) | Le Blouch (FRA) L 00–10 | Gick inte vidare     | Gick inte vidare     | Gick inte vidare     | Gick inte vidare     | Gick inte vidare     | Gick inte vidare |

## Simning
| Simmare          | Gren                  | Heat  | Heat      | Semifinal        | Semifinal        | Final            | Final            |
| Simmare          | Gren                  | Tid   | Placering | Tid              | Placering        | Tid              | Placering        |
| ---------------- | --------------------- | ----- | --------- | ---------------- | ---------------- | ---------------- | ---------------- |
| Alassane Seydou  | Herrarnas 50 m frisim | 24,75 | 50        | Gick inte vidare | Gick inte vidare | Gick inte vidare | Gick inte vidare |
| Roukaya Mahamane | Damernas 50 m frisim  | 32,21 | 76        | Gick inte vidare | Gick inte vidare | Gick inte vidare | Gick inte vidare |

## Taekwondo
| Idrottare             | Gren                         | Kval                 | Åttondelsfinal       | Kvartsfinal          | Semifinal            | Återkval             | Final / BM           | Final / BM |
| Idrottare             | Gren                         | Motståndare Resultat | Motståndare Resultat | Motståndare Resultat | Motståndare Resultat | Motståndare Resultat | Motståndare Resultat | Placering  |
| --------------------- | ---------------------------- | -------------------- | -------------------- | -------------------- | -------------------- | -------------------- | -------------------- | ---------- |
| Abdoul Razak Issoufou | Herrarnas tungvikt (+80 kg)  | i.u.                 | Gbané (CIV) L 9–15   | Gick inte vidare     | Gick inte vidare     | Gick inte vidare     | Gick inte vidare     | =11        |
| Tekiath Ben Yessouf   | Damernas fjädervikt (−57 kg) | bye                  | Hamada (JPN) W 11–6  | Minina (ROC) L 10–15 | Gick inte vidare     | Tzeli (GRE) W 2–0    | Lo C-l (TPE) L 6–10  | 5          |